# Gonichthys cocco
Gonichthys cocco är en fiskart som först beskrevs av Anastasio Cocco 1829.  Gonichthys cocco ingår i släktet Gonichthys och familjen prickfiskar. Inga underarter finns listade i Catalogue of Life.